# Поручейник (растение)
Поручейник (лат. Sium) — род травянистых растений семейства Зонтичные (Apiaceae).

## Ботаническое описание
Многолетние травянистые, обычно прибрежные растения.
Листья перистые; сегменты широкие, зубчатые; погруженные листья рассечены на нитевидные доли.
Цветки собраны в сложные зонтики. Листочки обёртки и обёрточки узколинейные. Лепестки белые, широкообратнояйцевидные, наверху выемчатые.
Плоды эллипсоидальные, слегка сжатые с боков; полуплодики округлые, с тонкими рёбрами.

## Классификация

### Таксономия[1]
Sium  L., 1753, Sp. Pl. : 251
Род Поручейник  относится к семейству Зонтичные (Apiaceae) порядка Зонтикоцветные  (Apiales). Кладограмма в соответствии с Системой APG IV:
|  |                                      |  |                                   |                                   |                     |  | ещё 6 семейств |               |                |                                                                                |
|  |                                      |  |                                   |                                   |                     |  |                |               |                | 11 подтвержденных и 23 в статусе "непроверенных" видов и инфравидовых таксонов |
|  |                                      |  |                                   | порядок Зонтикоцветные            |                     |  |                |               | род Поручейник |                                                                                |
|  |                                      |  |                                   | порядок Зонтикоцветные            |                     |  |                |               | род Поручейник |                                                                                |
|  | отдел Цветковые, или Покрытосеменные |  |                                   |                                   | семейство Зонтичные |  |                |               |                |                                                                                |
|  | отдел Цветковые, или Покрытосеменные |  |                                   |                                   |                     |  |                |               |                |                                                                                |
|  |                                      |  | ещё 63 порядка цветковых растений | ещё 63 порядка цветковых растений |                     |  |                | ещё 447 родов | ещё 447 родов  |                                                                                |
|  |                                      |  |                                   | ещё 63 порядка цветковых растений |                     |  |                |               | ещё 447 родов  |                                                                                |

### Виды
- со статусом «подтвержденный» ('accepted') 
  - Sium carsonii  Durand ex A.Gray 
  - Sium floridanum  ( ex Small) Small 
  - Sium latifolium  L.  - Поручейник широколистный
  - Sium latijugum  C.B.Clarke 
  - Sium medium  Fisch. & C.A.Mey.  - Поручейник средний
  - Sium ninsi  Thunb. 
  - Sium serra  (Franch. & Sav.) Kitag. 
  - Sium sisarum  L.  - Поручейник сахарный
  - Sium suave  Walter  - Поручейник привлекательный
  - Sium tenue  Komarov 
  - Sium ventricosum  (H.Boissieu) Li S.Wang & M.F.Watson

- со статусом «непроверенный» ('unchecked') 
  - Sium angustifolium var. polyphylla  Schltdl.
  - Sium aquaticum  Gueldenst. ex Ledeb. 
  - Sium augustifolium  L. 
  - Sium berula  J.F.Gmel. 
  - Sium bulbosum  Poir. 
  - Sium carum  Weber
  - Sium cicuta  Weber
  - Sium cicutarium  W.H.Baxter 
  - Sium cicutifolium var. brevifolium  Peck 
  - Sium cicutifolium var. heterophyllum  (Greene) Jeps. 
  - Sium cicutifolium var. lineare  H.Wolff 
  - Sium coriaudrum  Vest 
  - Sium crispulifolium  (H.Boissieu) Jing Zhou 
  - Sium crispum  Noronha 
  - Sium cuneifolium  Boiss. 
  - Sium filifolium  Steud. 
  - Sium intermedium  Ten. 
  - Sium japonicum  Thunb. 
  - Sium latifolium var. grandifolium  N.Coleman 
  - Sium latifolium var. univittatum  J.M.Black 
  - Sium lineare var. intermedium  Torr. & A.Gray 
  - Sium matsumurae  H.Boissieu 
  - Sium novae-mexicae var. fimbriatum  Koso-Pol. 
  - Sium novi-mexici  Koso-Pol. 
  - Sium podolicum  hort. ex Colla

## Значение и применение
Большинство видов на пастбище поедаются хорошо или удовлетворительно крупным рогатым скотом и дикими животными. Зафиксированы случаи отравления крупного рогатого скота корнями поручейника широколистного (Sium latifolium) и лошадей при поедании поручейника сахарного (Sium sisarum).